# Thổ ty

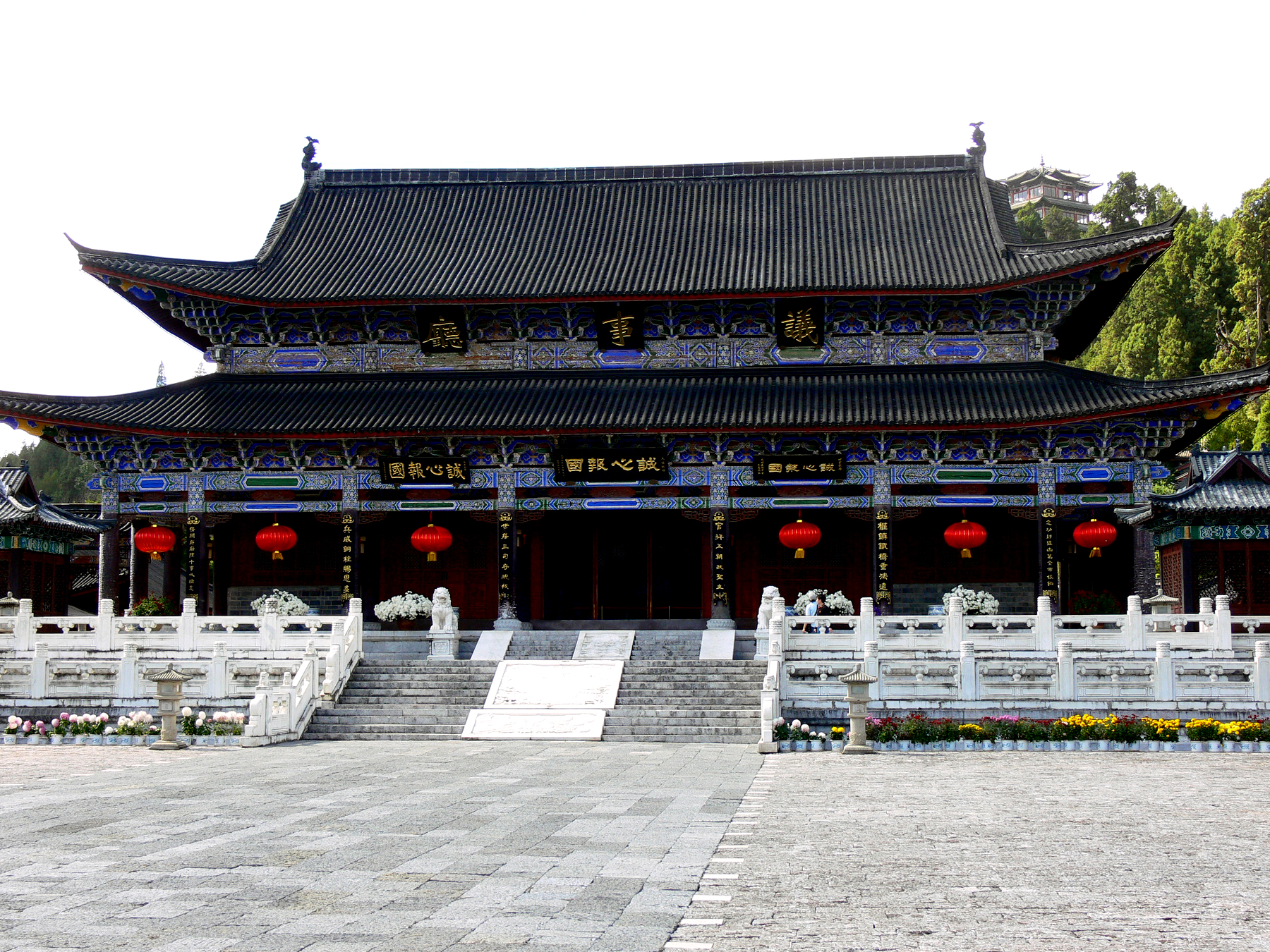
cung điện của Thổ ty Lệ Giang.

Thổ ty (土司) là quan lại xưa cha truyền con nối ở miền dân tộc thiểu số.

## Thổ ty Trung Quốc
- Thổ ty Bá Châu
- Thổ ty Lệ Giang
- Thổ ty Vĩnh Ninh
- Thổ ty Diêu An
- Thổ ty Hạc Khánh
- Thổ ty Chuchen (Thổ ty Đại Kim Xuyên)
- Thổ ty Tsanlha (Thổ ty Tiểu Kim Xuyên)
- Thổ ty Bathang (Thổ ty Ba Đường)
- Thổ ty Lithang (Thổ ty Lý Đường)
- Thổ ty Béri (Thổ ty Bạch Lợi)
- Thổ ty Muli (Thổ ty Mộc Lý)
- Vương quốc Chakla (Thổ ty Minh Chính)
- Vương quốc Derge (Thổ ty Đức Cách)
- Vương quốc Powo (Thổ vương Bomê)

## Thổ ty Việt Nam
- Thổ ty Hưng Hóa
  - Phan Bách Phụng
- Thổ ty Sơn Âm
  - Quách Tất Công
- Thổ ty Bảo Lạc
  - Nông Văn Vân
- Thổ ty Thất tuyền
  - Nguyễn Khắc Hòa
- Thổ ty Lai Châu
  - Đèo Văn Trị
- Thổ ty Trấn Ninh
  - Chiêu Nội
  - Kiểu Huống (Chiêu Huống)
- Thổ ty Cam Lộ
- Thổ ty Cam Linh
  - Lang Vi